# Hangendgletscherhorn
Das Hangendgletscherhorn ist ein 3294 m hoher Berg in den nordöstlichen Berner Alpen. 
Es liegt östlich des Wetterhorns und südlich der Engelhörner und bildet den Abschluss des Urbachtales. Im Süden wird das Hangendgletscherhorn von dem Gauligletscher umflossen, nach Westen fällt es mit dem Tälligrat zum Mattenalpsee (1874 m) ab. In der Westflanke liegt der kleine Hangendgletscher. 

## Gipfelrouten
Ausgangspunkt für eine Besteigung ist die, auf (2205 m) gelegene, Gaulihütte, die von Innertkirchen durch das Urbachtal erreicht werden kann.
Der Normalweg führt durch das Chammlibachtälchen und über den Ostgrat und ist mit wenig schwierig bewertet.
Über den Chammligrat (Südostgrat) führt eine einfache Klettertour im II.–III. Grad. Ausgangspunkt ist ebenfalls die Gaulihütte.
Im Winter kann das Hangendgletscherhorn auch als Skitour bestiegen werden.